# Буа, Паскаль
Паскаль Буа (фр. Pascal Bois) — французский политик, бывший депутат Национального собрания Франции.

## Биография
Родился 3 декабря 1959 г. в Париже.
Бывший член социалистической партии и заместитель мэра города Шамбли, Паскаль Буа, после отставки мэра и депутата Национального собрания Мишеля Франсе в 2013 году, попытался занять место мэра, но, не получив поддержки партии, на муниципальных выборах 2014 года образовал собственный независимый список. Выборы он проиграл и возглавил оппозицию в совете города Шамбли.
Во время президентской кампании 2017 года примкнул к сторонникам Эмманюэля Макрона. На выборах в Национальное собрание 2017 г. стал кандидатом партии «Вперёд, Республика!» по 3-му избирательному округу департамента Уаза и одержал победу, получив 57,68 % голосов во 2-м туре.
9 ноября 2021 года, после голосования в Национальном собрании по санитарному пропуску, он, как и несколько других депутатов от департамента Уаза, получил электронное письмо с угрозами убийства. В ночь с 28 на 29 декабря 2021 года его гараж пострадал в результате пожара, а на стену по периметру его дома были нанесены надписи против вакцинации.
На выборах в Национальное собрание в 2022 году он вновь баллотировался в 3-м округе департамента Сомма от президентского большинства, занял в первом туре третье место и не прошел во второй тур.

## Занимаемые должности
16.03.2008 — 27.03.2014 — вице-мэр города Шамбли 

28.03.2014 — 14.03.2020 — член муниципального совета города Шамбли 

21.06.2017 — 21.06.2022 — депутат Национального собрания Франции от 3-го избирательного округа департамента Уаза